# Entertainment Live
Entertainment Live was een programma van televisiezender Talpa.
Bij het verdwijnen van het entertainment deel uit NSE was dit segment een apart programma geworden, gepresenteerd door Evert Santegoeds, Anouk Smulders, Oren Schrijver en Sjimmy Bruijninckx. Dennis Verheugd deed de voice-over.
Het programma werd op werkdagen uitgezonden van 27 maart 2006 tot en met 15 december 2006. Aanvankelijk werd het programma van uitgezonden van 18.00 tot 18.30 uur en bracht het laatste entertainmentnieuws voordat RTL Boulevard en SBS6 Shownieuws aanving. Vanaf 10 april 2006 werd het programma, doordat NSE Nieuws werd geschrapt, doorgeschoven naar 19:30 uur.

## Radioprogramma
Entertainment Live was ook de naam van een entertainmentnieuwsprogramma dat op zaterdag- en zondagochtend van 10 tot 12 uur op Radio 10 Gold werd uitgezonden. Dit programma liep van juli 2005 tot april 2007 en werd gepresenteerd door Albert Verlinde. De muziek werd in de loop van de jaren achtereenvolgens verzorgd door Peter Snijders, Menno Vroom en René Verkerk. Dit programma ontstond nadat Noordzee FM in 2005 werd overgenomen door De Persgroep. Verlinde presenteerde op Noordzee FM vanaf 2004 een weekendprogramma. Omdat Verlinde nog een contract had met Talpa en de nieuwe eigenaren van Noordzee FM Verlinde niet in de programmering wilde opnemen, verhuisde dit programma naar zusterstation Radio 10 Gold en kreeg toen de naam Entertainment Live.